# Andreas Athanasiou
Andreas Athanasiou (Woodbridge, Ontario, 6 de agosto de 1994), apodado Double A, Athana-see-you-later o Greece Lightning, es un jugador profesional canadiense de hockey sobre hielo que se desempeña en la posición de centro en Chicago Blackhawks, equipo de la National Hockey League (NHL).

## Carrera
Fue seleccionado en la cuarta ronda en la NHL Entry Draft de 2012. En 2015 hizo su debut profesional con el equipo Detroit Red Wings, en el cual jugó cinco temporadas (2015-2019), después pasó a Edmonton Oilers (2019-2020), luego a Los Angeles Kings (2020-2022), posteriormente a Chicago Blackhawks, donde lleva jugando dos temporadas.